# Heinrich-Wilhelm Ahnert
Heinrich-Wilhelm Ahnert (Altemburgo, 29 de abril de 1915 — Koptevo, 23 de agosto de 1942) foi um piloto durante a Segunda Guerra Mundial. Foi morto em combate no dia 23 de Agosto de 1942.

## Biografia
Ahnert participou das Campanhas na Polônia e na França como piloto de reconhecimento. Na primavera de 1941, foi transferido para a Jagdwaffe e 3./JG 52 com bases na Holanda.
No mês de Setembro de 1941, ele tinha quatro vitórias creditadas. Foi deslocado para a Frente Oriental com a 3./JG 52, onde atuou com sucesso durante as ofensivas de verão realizadas pelo Exército Alemão em Maio de 1942.
Nos meses de Maio e Junho, ele reivindicou 30 vitórias aéreas. A sua vitória de número 50 veio em 9 de Julho de 1942. Em 23 de Agosto de 1942, Ahnert enfrentou um bombardeiro bi-motor russo Pe-2 próximo de Koptewo. O seu Bf 109 G-2 (W.Nr. 13508) “Amarelo 9” foi danificado pelo fogo inimigo dos canhões do Pe-2 e caiu, levando junto o seu piloto.
Oberfeldwebel Ahnert foi postumamente condecorado com a Cruz de Cavaleiro da Cruz de Ferro (em alemão: Ritterkreuz) em 23 de Agosto de 1942.
Heinrich-Wilhelm Ahnert conquistou 57 vitórias, destas, 53 foram na Frente Oriental.

## Condecorações
- Cruz de Ferro (1939)
  - 2ª classe
  - 1ª classe
- Troféu de Honra da Luftwaffe (2 de março de 1942) as Oberfeldwebel e piloto[4][Nota 1]
- Cruz Germânica em Ouro (27 de julho de 1942) como Oberfeldwebel no I./JG 52[6]
- Cruz de Cavaleiro da Cruz de Ferro (23 de agosto de 1942, postumamente) como Oberfeldwebel e piloto no I./JG 52[7][Nota 2]